# チャルンナコーン駅
チャルンナコーン駅（タイ語:สถานีเจริญนคร）は、タイ王国バンコク都クローンサーン区にある、バンコク・スカイトレイン（BTS）ゴールドラインの駅である。駅番号は「G2」。

## 概要
- 2020年12月16日 - ゴールドラインの駅が開業[1]。

## 駅構造
チャルンナコーン通り上にある高架駅である。U2階部分は改札階、U3階部分はホーム階となっている。プラットホームは長さ81メートルある相対式ホーム2面2線を有している。出入口はチャルンナコーン通りの歩道上に3箇所ある他、アイコンサイアムへの連絡通路もある。

### のりば
| 番線 | 路線            | 行先                   |
| ---- | --------------- | ---------------------- |
| 1    | ■ゴールドライン | クローンサーン方面     |
| 2    | ■ゴールドライン | クルン・トンブリー方面 |

## 駅周辺
- アイコンサイアム
  - サイアム髙島屋
  - Apple Store
  - True ICON Hall
  - メジャー・シネプレックス
- ワット・スワン
- ミレニアム・ヒルトン・バンコク（ホテル）

## 隣の駅
バンコク・スカイトレイン
■ゴールドライン
クルン・トンブリー駅 (G1) - チャルンナコーン駅 (G2) - クローンサーン駅 (G3)